# Sarconi
Sarconi est une commune italienne d'environ 1 400 habitants située dans la province de Potenza, dans la région Basilicate, en Italie méridionale.

## Géographie
Sarconi est une commune du Val d'Agri. C'est une des rares communes de la région qui soit située en plaine, au pied du Mont Sirino. Le toponyme de Sarconi viendrait du latin Sarculum qui signifierait clairière.

## Histoire
On pense que pendant l'Antiquité, Sarconi a dû être liée au site de Grumentum et ce en raison de la présence d'un aqueduc.
Sarconi fut la propriété de plusieurs grands seigneurs parmi lesquels les Sanseverino (XVe siècle) et les Pignatelli (XVIIe siècle).
Au début du XIXe siècle, le village se signala par une farouche résistance contre les troupes françaises de Napoléon. Puis la commune fut ravagée par un tremblement de terre en 1857. 
Enfin à la fin du XIXe, le village commença à se dépeupler et certains de ses habitants partirent pour la lointaine Amérique.

## Fêtes et traditions

### Sagra del fagiolo
Au mois d'août (souvent les 18 et 19 du mois), tout le village de Sarconi se rassemble pour la Sagra del Fagiolo, la fête du flageolet. 
Lors de cette fête, le visiteur est convié à goûter toutes sortes de plats à base de flageolets. Cela va jusqu'à la crème glacée aux flageolets !
Les flageolets de Sarconi seraient en effet d'une qualité supérieure en raison de la spécificité même de son terroir.
Le flageolet de Sarconi bénéficie d'une Indicazione geografica protetta (appellation géographique protégée) depuis juillet 1996.

## Administration
| Période                                  | Période  | Identité     | Étiquette | Qualité |
| ---------------------------------------- | -------- | ------------ | --------- | ------- |
| 30 mai 2006                              | En cours | Cesare Marte |           |         |
| Les données manquantes sont à compléter. |          |              |           |         |

### Communes limitrophes
Castelsaraceno, Grumento Nova, Moliterno, Spinoso.